# 13 janvier en sport
13 décembre 13 février
Chronologies thématiques
- Croisades
- Ferroviaires
- Disney

Le 13 janvier (13e jour de l'année) en sport.

## Événements

### Vesiècle
- 532 :
  - (Course de chars) : émeute à Constantinople après l’annulation des courses du jour à l’hippodrome. Les supporters des deux écuries traditionnellement rivales (Verts et Bleus) manifestèrent en effet unanimement leur hostilité envers l’empereur Justinien.

### XIXesiècle
- 1877
  - (Football) : des élèves de la Saint-Luke’s School fondent le club de football anglais de Wolverhampton Wanderers FC.
- 1890
  - (Boxe /Championnat du monde) : le champion du monde inaugural poids plume de boxe anglaise est le Néo-Zélandais Torpedo Billy Murphy qui bat par KO au 14e round l'Irlando-Américain Ike Weir à San Francisco en Californie.

### XXesièclede1951à2000
- 1957
  - (Frisbee) : invention du Frisbee.
  - (Formule 1) : Grand Prix automobile d'Argentine.
- 1974 :
  - (Formule 1) : Grand Prix automobile d'Argentine.
- 1980 :
  - (Formule 1) : Grand Prix automobile d'Argentine. Alain Prost termine sixième de son premier Grand Prix sur une McLaren Cosworth.
- 1999 :
  - (Sport automobile) : les concurrents du Dakar 1999 (Total Granada Dakar) sont victimes d'une embuscade. Un commando les braque en Mauritanie. Une moto, trois quads, douze voitures et sept camions sont stoppés, les pilotes et copilotes fouillés et dépouillés de leurs argent et papiers. Quatre voitures, trois camions et une moto sont « saisis » par les pillards qui vidangent les réservoirs des autres véhicules avant de prendre la fuite. Personne n'est blessé.
  - (Basket-ball) : Michael Jordan prend sa retraite sportive pour la deuxième fois.

### XXIesiècle
- 2021 :
  - (Handball /Mondial masculin) : début de la 27e édition du Championnat du monde masculin de handball qui a lieu jusqu'au 31 janvier 2021 en Égypte. De plus cette édition est marquée par la décision de l'IHF de passer de 24 à 32 équipes participantes[1],[2].
- 2023 :
  - (Football /CHAN) : début de la 7e édition du Championnat d'Afrique des nations de football qui se dispute en Algérie jusqu'au 4 février 2023.
  - (Hockey sur gazon /Mondial) : début de la 15e édition de la Coupe du monde masculine de hockey sur gazon qui se tient en Inde, jusqu'au 29 janvier 2023.
- 2024 :
  - (Football /CAN) : début de la 34e édition de la Coupe d'Afrique des nations de football qui se dispute en Côte d'Ivoire jusqu'au 11 février 2024. Elle a été reportée par la CAF de 2023  à 2024 en raison des intempéries estivales en Côte d'Ivoire, tout en conservant le nom original de l'édition à des fins de sponsoring[3].
  - (Water-polo /Euro féminin) : en finale du Championnat d'Europe féminin de water-polo, les Pays-Bas s'imposent face à l'Espagne 8-7 et la Grèce complète le podium.

## Naissances

### XIXesiècle
- 1866 :
  - Frank Hill, joueur de rugby à XV gallois. Vainqueur de la Triple couronne 1893. (15 sélections en équipe du pays de Galles). († 20 avril 1927).
- 1870 :
  - Conway Rees, joueur de rugby à XV gallois. (3 sélections en équipe du pays de Galles). († 30 août 1932).
- 1871 :
  - Paul Chauchard, pilote de course automobile français. († 21 février 1916).
- 1883 :
  - Nate Cartmell, athlète de sprint américain. Médaillé d'argent du 100 m et du 200 m aux Jeux de Saint-Louis 1904 puis champion olympique du relais et médaillé de bronze du 200 m aux Jeux de Londres 1908. († 23 août 1967).
- 1885 :
  - Art Ross, hockeyeur sur glace puis entraîneur et dirigeant sportif américain-canadien. († 5 août 1964).
- 1886 :
  - André François, footballeur français. (6 sélections en équipe de France). († 17 mars 1915).

### XXesièclede1901à1950
- 1909 :
  - Helmut Glockler, pilote de course automobile allemand. († 18 décembre 1993).
- 1918 :
  - Maurice Blondel, footballeur puis entraîneur français. († 15 novembre 2006).
- 1923 :
  - Willem Slijkhuis, athlète de demi-fond néerlandais. Médaillé de bronze du 1 500 m et du 5 000 m aux Jeux de olympiques Londres 1948. Champion d'Europe d'athlétisme du 1 500 m 1950. († 28 juin 2003).
- 1928 :
  - William Martínez, footballeur uruguayen. Champion du monde de football 1950. Vainqueur de la Copa América 1956, de la Copa Libertadores 1960 et 1961. (54 sélections en équipe d'Uruguay). († 28 décembre 1997).
- 1929 :
  - Marianna Nagy, patineuse artistique de couple hongroise. Médaillée de bronze aux Jeux d'Oslo 1952 et aux Jeux de Cortina d'Ampezzo 1956. Champion d'Europe de patinage artistique 1950 et 1955. († 3 mai 2011).
- 1932 :
  - João Carlos Batista Pinheiro, footballeur puis entraîneur brésilien. (17 sélections en équipe du Brésil). († 30 août 2011).
- 1933 :
  - Tom Gola, basketteur américain. († 26 janvier 2014).
- 1937 :
  - Christian Darrouy, joueur de rugby à XV français. Vainqueur du Tournoi des Cinq Nations 1959 et 1967. (40 sélections en équipe de France).
- 1939 :
  - Cesare Maniago, hockeyeur sur glace canadien.
- 1945 :
  - Pierre Galle, basketteur puis entraîneur français. (65 sélections en équipe de France).
  - Peter Simpson, footballeur anglais.
- 1947 :
  - Carles Rexach, footballeur puis entraîneur espagnol. Vainqueur de la Coupe d'Europe des vainqueurs de coupe 1979. (15 sélections en équipe d'Espagne).
- 1950 :
  - Bob Forsch, joueur de baseball américain. († 3 novembre 2011).
  - Gholam Hossein Mazloumi, footballeur iranien. Champion d'Asie de football 1976. (40 sélections en équipe d'Iran). († 19 novembre 2014).

### XXesièclede1951à2000
- 1954 :
  - Philippe Bergeroo, footballeur puis entraîneur français. Champion d'Europe de football 1984. (3 sélections en équipe de France). Sélectionneur de l'équipe de France féminine de 2013 à 2016.
  - Nikos Sarganis, footballeur grec. (58 sélections en Équipe de Grèce).
- 1957 :
  - Bruno Baronchelli, footballeur puis entraîneur français. (6 sélections en équipe de France).
  - Mark O'Meara, golfeur américain. Vainqueur de l'Open britannique 1998 et du Tournoi des Maîtres 1998.
- 1963 :
  - Charles Muscat, footballeur maltais. (5 sélections en équipe de Malte). († 13 janvier 2011).
- 1966 :
  - Denis Lathoud, handballeur puis entraîneur français. Médaillé de bronze aux Jeux de Barcelone 1992. Médaillé d'argent au Mondial de handball masculin 1993 et champion du monde de handball masculin 1995. (264 sélections en équipe de France). († 21 juin 2025).
- 1967 :
  - Alec Kessler, basketteur américain. († 13 octobre 2007).
- 1968 :
  - Gianni Morbidelli, pilote de F1 italien.
- 1969 :
  - Stefania Belmondo, skieuse de fond italienne. Championne olympique du 30 km, médaillée d'argent du 10 km et médaillée de bronze du relais 4 × 5 km aux Jeux d'Albertville 1992, médaillée de bronze du 15 km et du relais 4 × 5 km aux Jeux de Lillehammer 1994, médaillée d'argent du 30 km et médaillée de bronze du relais 4 × 5 km aux Jeux de Nagano 1998, championne olympique du 15 km, médaillée d'argent du 30 km et médaillée de bronze du 10 km aux Jeux de Salt Lake City 2002. Championne du monde de ski nordique en ski de fond du 15 et du 30 km 1993 et Championne du monde de ski nordique en ski de fond du 15 km poursuite et du 15 km libre 1999.
  - Thierry Gadou, basketteur français. Médaillé d'argent aux Jeux de olympiques Sydney 2000. (120 sélections en équipe de France).
  - Stephen Hendry, joueur de snooker écossais. Champion du monde de snooker 1990, 1992, 1993, 1994, 1995, 1996 et 1999.
- 1970 :
  - Marco Pantani, cycliste sur route italien. Vainqueur du Tour de France 1998 et du Tour d'Italie 1998. († 14 février 2004).
- 1972 :
  - Vitaly Scherbo, gymnaste soviétique puis biélorusse. Champion olympique du concours général, par équipe, au cheval d'arçons, aux anneaux, au saut et aux barres parallèles aux Jeux de Barcelone 1992 puis médaillé de bronze du concours général, du saut de cheval, des barres parallèles et de la barre fixe aux Jeux d'Atlanta 1996. Champion du monde de gymnastique artistique du concours général par équipes 1991, champion du monde de gymnastique artistique du cheval d'arçon et des anneaux 1992, champion du monde de gymnastique artistique du concours général individuel, du saut de cheval et des barres parallèles 1993, champion du monde de gymnastique artistique des exercices au sol, du saut de cheval et de la barre fixe 1994, champion du monde de gymnastique artistique des barres parallèles 1995 puis champion du monde de gymnastique artistique des exercices au sol 1996. Champion d'Europe de gymnastique artistique des exercices au sol, du saut de cheval et de la barre fixe 1990, champion d'Europe de gymnastique artistique des exercices au sol et du saut de cheval 1992, champion d'Europe de gymnastique artistique du concours général par équipes et du saut de cheval 1994 puis champion d'Europe de gymnastique artistique des exercices au sol, du saut de cheval et des barres parallèles 1996.
  - Alexei Vasiliev, pilote de courses automobile russe.
- 1973 :
  - Kiesha Brown, basketteur américano-espagnol.
  - Gianluigi Galli, pilote de rallye italien.
  - Nikolai Khabibulin, hockeyeur sur glace canadien. Champion olympique aux Jeux d'Albertville 1992 et médaillé de bronze aux Jeux de Salt Lake City 2002.
- 1974 :
  - Jason Sasser, basketteur américain. (9 sélections en équipe des États-Unis)
- 1976 :
  - Tania Vicent, patineuse de vitesse canadienne. Médaillée de bronze du relais 3 000 m aux Jeux de Turin 1998 puis aux Jeux de Salt Lake City 2002, médaillée d'argent du relais 3 000 m aux Jeux de Turin 2006 puis aux Jeux de Vancouver 2010.
- 1977 :
  - James Posey, basketteur américain.
- 1979 :
  - Julien Baudet, footballeur puis entraîneur français.
  - Kiesha Brown, basketteur américain.
- 1980 :
  - Wolfgang Loitzl, sauteur à ski autrichien. Champion olympique par équipe aux Jeux de Vancouver 2010. Champion du monde de saut à ski du petit tremplin par équipes 2001, champion du monde de saut à ski des petit et grand tremplin par équipes 2005, champion du monde de saut à ski du grand tremplin par équipes 2007 et 2013 puis champion du monde de saut à ski du petit tremplin individuel et par équipes 2009. Champion du monde de vol à ski par équipes 2010.
- 1981 :
  - Mamam Cherif Touré, footballeur togolais. (36 sélections en équipe du Togo).
- 1982 :
  - Guillermo Coria, joueur de tennis argentin.
  - Erwann Le Péchoux, fleurettiste français. Médaillé d'argent par équipes aux Jeux de Rio 2016. Champion du monde d'escrime du fleuret par équipes 2005, 2006, 2007 et 2014, médaillé d'argent à ceux de 2011 et de bronze en 2013. Champion d'Europe d'escrime du fleuret par équipes 2003, 2014 et 2015, Médaillé d'argent à ceux de 2011 et 2012 puis en individuel en 2016, médaillé de bronze en individuel en 2007 et 2014.
  - Olivier Fontenette, footballeur français.
- 1983 :
  - Ender Arslan, basketteur turc. (82 sélections en équipe de Turquie).
  - Ronny Turiaf, basketteur français. (101 sélections en équipe de France).
  - Giovanni Visconti, cycliste sur route italien. Vainqueur du Tour de Turquie 2010.
  - Alan Webb, athlète de demi-fond américain.
- 1984 :
  - Yassine Idrissi, handballeur marocain. (45 sélections en équipe du Maroc).
  - Glenn Whelan, footballeur irlandais. (91 sélections en équipe de république d'Irlande).
- 1985 :
  - Sol Bamba, footballeur ivoirien et français. († 31 août 2024).
- 1986 :
  - Jessy Moulin, footballeur français.
  - Mathias Raymond, rameur d'aviron monégasque.
  - Joannie Rochette, patineuse artistique individuelle canadienne. Médaillée de bronze aux Jeux de Vancouver 2010.
- 1987 :
  - Daniel Oss, cycliste sur piste et sur route italien. Champion du monde de cyclisme sur route du contre la montre par équipes 2014 et 2015.
- 1988 :
  - Caroline Abbé, footballeuse suisse. (127 sélections équipe de Suisse).
  - Jonathan Midol, skieur acrobatique français. Médaillé de bronze du skicross aux Jeux de Sotchi 2014.
  - Tomás Rincón, footballeur vénézuélien. (89 sélections en équipe du Venezuela).
  - Kelli Stack, hockeyeuse sur glace américaine. Médaillée d'argent aux Jeux de Vancouver 2010 puis aux Jeux de Sotchi 2014. Championne du monde de hockey sur glace féminin 2008, 2009, 2011, 2016 et 2017.
- 1989 :
  - Joel Silva, footballeur paraguayen. (7 sélections en équipe du Paraguay).
- 1990 :
  - Kheira Hamraoui, footballeuse française. Victorieuse des Ligues des champions féminine 2017, 2018 et 2021. (41 sélections en équipe de France).
  - Tomáš Košút, footballeur slovaque.
  - Kevin Lafrance, footballeur franco-haïtien. (43 sélections avec l'équipe d'Haïti).
- 1991 :
  - Bohdan Butko, footballeur ukrainien. (33 sélections en équipe d'Ukraine).
  - Gaëtan Clerc, basketteur français.
  - Kyle Clifford, hockeyeur sur glace canadien.
  - Ben Volavola, joueur de rugby à XV australien puis fidjien. (42 sélections avec l'équipe des Fidji).
  - Mako Vunipola, joueur de rugby à XV anglais. Vainqueur du Grand Chelem 2016 puis des tournois des Six Nations 2017 et 2020 ainsi que des Coupes d'Europe de rugby à XV 2016 et 2017. (79 sélections en équipe d'Angleterre).
- 1992 :
  - Valentin Bigote, basketteur français.
  - Thibault Colard, rameur français. Médaillé de bronze en quatre sans barreur poids légers aux Jeux de Rio 2016. Médaillé de bronze du LM4- aux Mondiaux d'aviron 2015. Médaillé d'argent du LM4- aux CE d'aviron 2015
- 1993 :
  - Max Whitlock, gymnaste artistique britannique. Médaillé de bronze du concours général par équipes et du cheval d'arçons aux Jeux de Londres 2012 puis champion olympique du sol et du cheval d'arçon ainsi que médaillé de bronze du concours général individuel aux Jeux de Rio 2016. Champion du monde de gymnastique artistique du cheval d'arçons 2015 et 2017 puis du cheval d'arçon 2019. Champion d'Europe de gymnastique artistique masculine du concours général par équipes 2012, du sol 2013, du cheval d'arçons 2014 et 2019.
- 1994 :
  - Tom Lawrence, footballeur gallois. (23 sélections en équipe du pays de Galles).
- 1996 :
  - Aníta Hinriksdóttir, athlète de demi-fond islandaise.
- 1997 :
  - Egan Bernal, cycliste sur route colombien. Vainqueur du Tour de Suisse 2019, du Tour de France 2019.
- 1998 :
  - Yoeli Childs, basketteur américain.
  - Rogério, footballeur brésilien.
- 1999 :
  - Isak Hien, footballeur suédois. (8 sélections en équipe de Suède).
- 2000 :
  - Vladimir Screciu, footballeur roumain. (4 sélections en équipe de Roumanie).
  - Joseph Veleno, hockeyeur sur glace canadien.

### XXIesiècle
- 2003 :
  - Nicolas Depoortère, joueur de rugby à XV français.
- 2004 :
  - Mathis Castro-Ferreira, joueur de rugby à XV français. Champion du monde junior de rugby à XV 2023.
- 2005 :
  - Iker Bravo, footballeur espagnol.

## Décès

### XXesièclede1901à1950
- 1919 :
  - George Bowen, 56 ans, joueur de rugby à XV gallois. (4 sélections en équipe du pays de Galles). (° ? juin 1863).
- 1923 :
  - Norman Bailey, 65 ans, footballeur anglais. (19 sélections en équipe d'Angleterre). (° 23 juillet 1857).
- 1924 :
  - Fred Wheldon, 54 ans, footballeur et joueur de cricket anglais. (4 sélections avec l'Équipe d'Angleterre de football). (° 1er novembre 1869).
- 1932 :
  - Ernest Mangnall, 66 ans, footballeur puis entraîneur anglais. (° 4 janvier 1866).
- 1943 :
  - James McAulay, 82 ans, footballeur écossais. (9 sélections en équipe d'Écosse). (° 28 août 1860)

### XXesièclede1951à2000
- 1961 :
  - Herman Glass, 80 ans, gymnaste américain. Champion olympique des anneaux aux Jeux de Saint-Louis 1904. (° 15 octobre 1880).
- 1996 :
  - Dean Kelley, 64 ans, basketteur américain. Champion olympique aux Jeux d'Helsinki 1952. (11 sélections en équipe des États-Unis). (° 23 septembre 1931).
- 1998 :
  - Joseph Bintener, 80 ans, cycliste sur route luxembourgeois. (° 1er octobre 1917).
  - Kurt Weissenfels, 77 ans, footballeur puis entraîneur est-allemand puis allemand. (° 13 juin 1920).

### XXIesiècle
- 2008 :
  - Johnny Podres, 75 ans, joueur de baseball américain. (° 30 septembre 1932).
- 2011 :
  - Charles Muscat, 48 ans, footballeur maltais. (5 sélections en équipe nationale). (° 13 janvier 1963).
- 2012 :
  - Miljan Miljanić, 81 ans, footballeur puis entraîneur et dirigeant sportif yougoslave puis serbe. Sélectionneur de l'équipe de Yougoslavie de 1973 à 1974 et de 1979 à 1982. (° 4 mai 1930).
- 2014 :
  - Jean-François Fauchille, 66 ans, pilote et copilote de rallyes automobile français. (° 24 novembre 1947).
- 2019 :
  - Guy Sénac, 86 ans, footballeur français. (2 sélections en équipe de France).  (° 13 mars 1932).